# وقت النوم

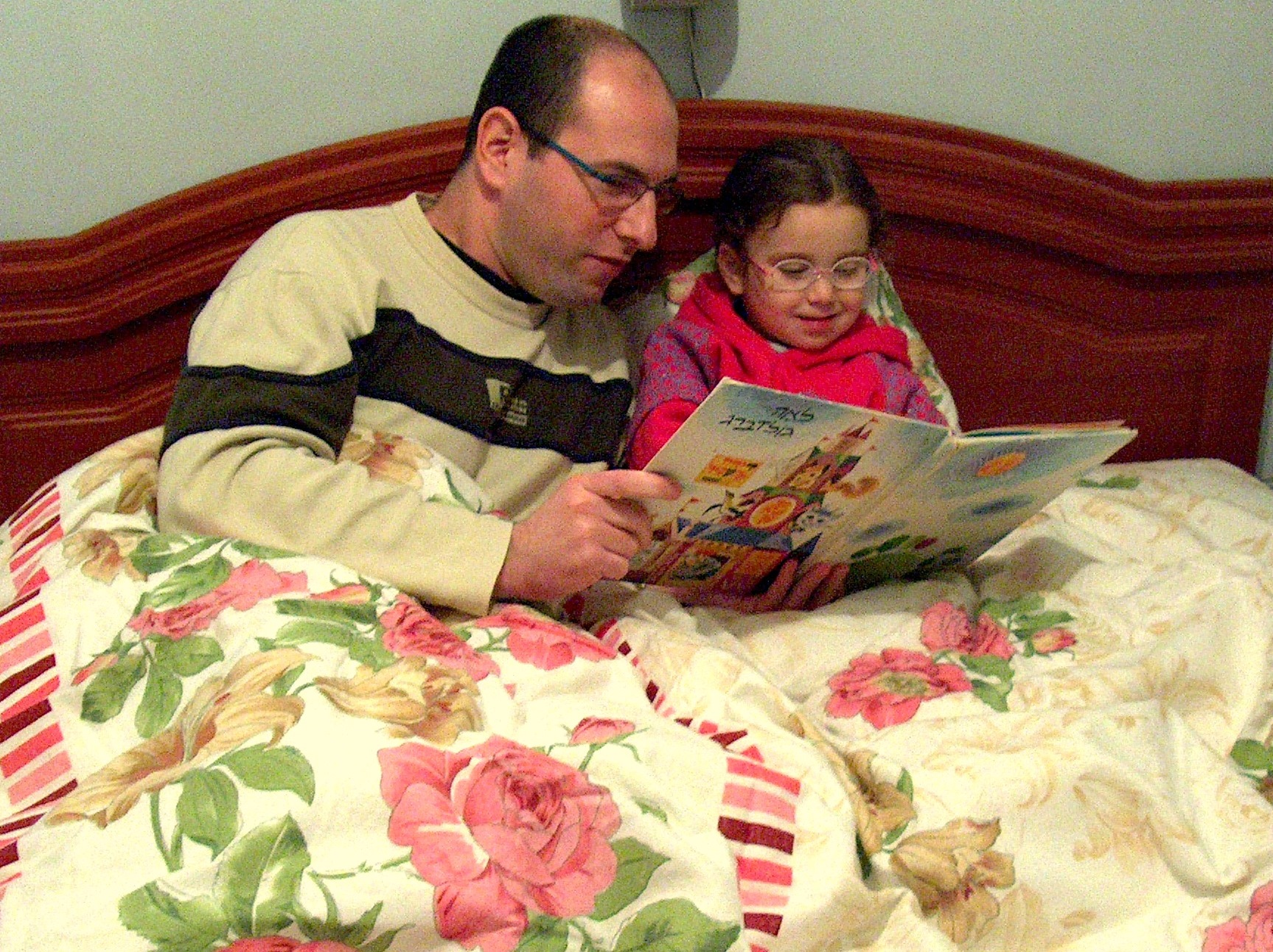

ينطوي وقت النوم أو ميقات الرُّقاد على طقوس يتم إجراؤها لمساعدة الأطفال على الشعور بأنهم أكثر أمنًا والتعود على جدول زمني للنوم أكثر انضباطًا.  ويمكن إدراج هذه الطقوس بدرجة أكبر أو أقل.
ويمكن أن يصبح وقت النوم الخاص بالأطفال عادة إيجابية تتضمن:
- الاستحمام وصحة الفم
- قصة قبل النوم
- الأغاني أو أغاني الأطفال أو التهويدة
- ارتداء البيجامة
- التحدث عن الأحداث التي وقعت نهارًا وخطط الغد

في بعض العائلات، يُعتبر وقت النوم فترة ترابط مهمة للآباء والأطفال. فيمكن لروتين وقت النوم أن يكون  فرصة لقضاء وقت ممتع مع الطفل، ومناقشة المفاهيم العاطفية مثل وجهات النظر بشأن  التجارب التي وقعت نهارًا والإعراب عن الاهتمامات مثل الخطط الخاصة باليوم التالي والتعلم باستخدام أحد الكتب على سبيل المثال. ويلعب دورًا رئيسيًا في العديد من أساليب تربية الأطفال.

## الاضطرابات
إن الأطفال الرافضين الذهاب إلى النوم أو غير الراغبين في الخلود إلى النوم أو حتى الخائفين من أن تغفو عيونهم يمثلون ظاهرة شائعة. وأسباب العزوف قد تشمل:
- الخوف من الظلام أو ما يُسمى رُهاب الظلام،
- عدم القدرة على النوم التي تُسمى أيضًا الأرق التي تؤدي أيضًا إلى ملل، وعادة ما تكون من أعراض فرط النشاط أو قضاء وقت طويل في السرير،
- الكوابيس،
- الفضول لمعرفة ما يجري خارج غرفة النوم (على سبيل المثال ماذا يفعل الوالدان)،
- اضطراب في النوم حسب الساعة البيولوجية أو اضطراب النوم.

إذا لم يحصل الأشخاص على نوم كافٍ، فسوف يقل أداؤهم بشكل كبير خلال اليوم التالي. يحتاج الأطفال (لا سيما المراهقين) إلى النوم بشكل أكثر من الآخرين، ولكنهم ربما يكونون مترددين للذهاب إلى النوم في الوقت المناسب، في حين أن صباحهم يتحدد عن طريق إيقاظهم بواسطة منبه أو المواعيد. وقد يصبح هذا مشكلة كبيرة في عملية النمو لشهور أو سنوات.
وعند البالغين، قد تحدث تغيرات في النوم ووقت النوم بسبب العمل بنظام الورديات، الأمر الذي يتسبب كثيرًا في خلق مشاكل حادة مع إيقاعات النوم. وتؤدي إيقاعات النوم الطبيعية إلى أوقات نوح مناسبة للأشخاص، وتتنوع حسب النمط الزمني.

## أصل الكلمة
وفي بعض الأحيان يُستخدم المصطلح ليعني ببساطة "موعد النوم"، على نحو يشبه حظر التجول، كما هو الحال في عبارة "لقد فات موعد نومي."
وفي المدارس الداخلية وفي الرحلات أو الإجازات التي تتضمن شبابًا، يكون معادل وقت النوم هو إطفاء الأضواء؛ وهو المصطلح المستخدم أيضًا في السجون وأبحاث النوم.

## وصلات خارجية
- Ideas for bedtime rituals
- Bedtime.com - the "bedtime home page"